# Tư Dương

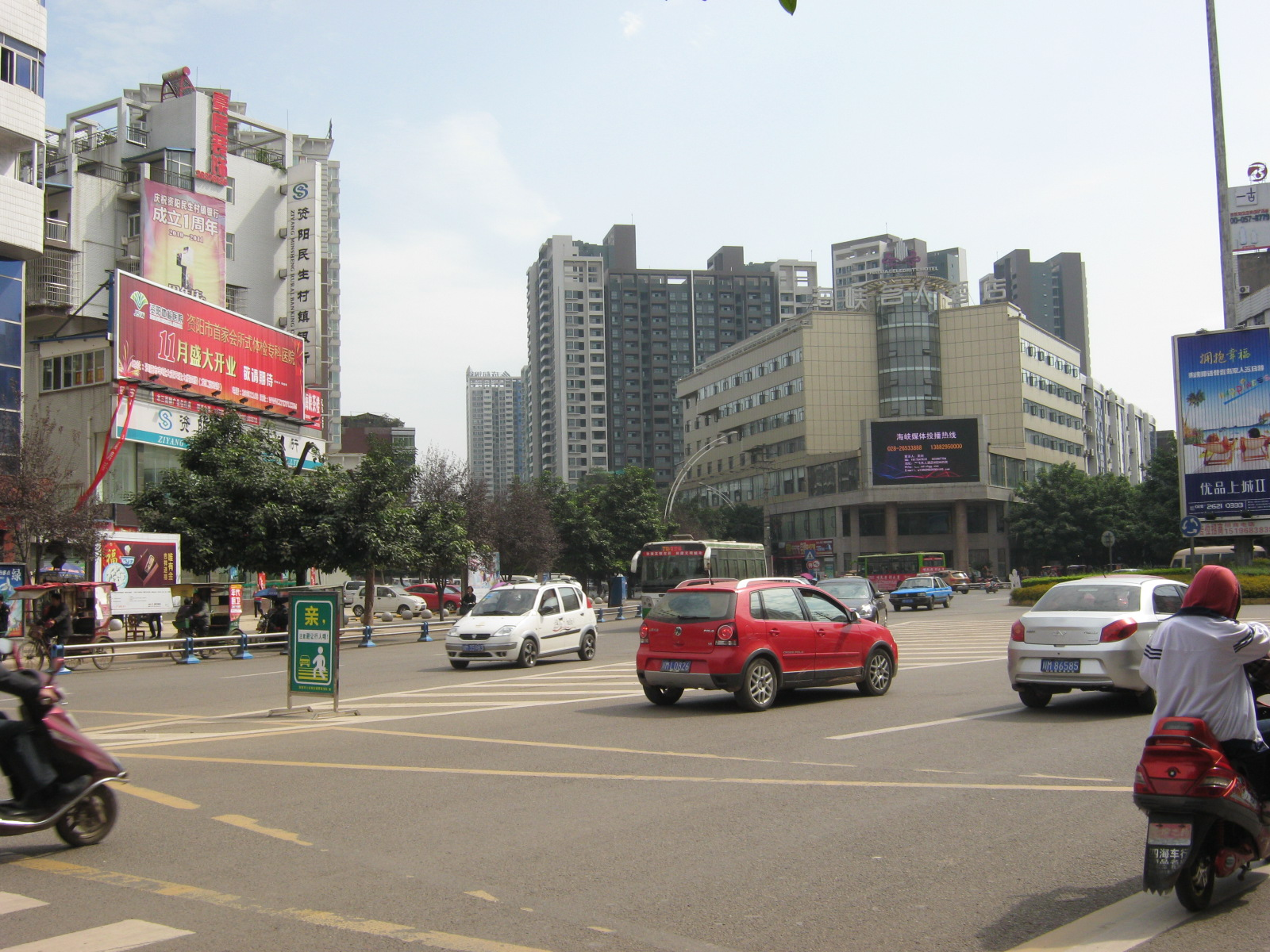
Tư Dương

Tư Dương (资阳市) là một địa cấp thị thuộc tỉnh Tứ Xuyên, Cộng hòa Nhân dân Trung Hoa. Dân số của Tư Dương khoảng 2,5 triệu người năm 2015.

## Các đơn vị hành chính

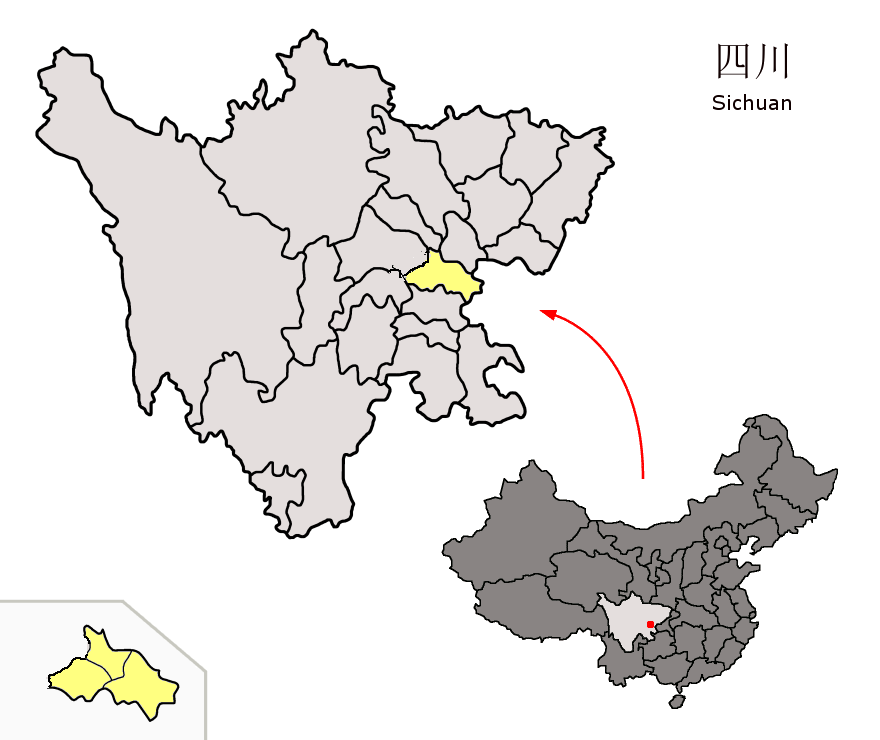
Vị trí của Tư Dương trong bản đồ Tứ Xuyên (màu vàng)

Địa cấp thị Tư Dương được chia ra thành 3 đơn vị cấp huyện, bao gồm 1 quận và 2 huyện:
- Quận: Nhạn Giang (雁江区)
- Huyện: An Nhạc (安岳县), Lạc Chí (乐至县)